# Liste der Monuments historiques in Le Mené
Die Liste der Monuments historiques in Le Mené führt die Monuments historiques in der französischen Gemeinde Le Mené auf.

## Liste der Bauwerke
| Bezeichnung            | Beschreibung                           | Standort                                       | Kennzeichnung | Schutzstatus | Datum | Bild           |
| ---------------------- | -------------------------------------- | ---------------------------------------------- | ------------- | ------------ | ----- | -------------- |
| Haus                   | Erbaut im 17. Jahrhundert              | Rue Moncontour; Grand’Place in Collinée (Lage) | PA00089063    | Inscrit      | 1964  | weitere Bilder |
| Schloss La Motte-Basse | Erbaut im 18. Jahrhundert              | Le Gouray (Lage)                               | PA00089170    | Inscrit      | 1975  | weitere Bilder |
| Kapelle Ste-Eutrope    | Erbaut im 16. Jahrhundert              | Langourla (Lage)                               | PA00089248    | Classé       | 1965  | weitere Bilder |
| Château du Parc        | Schloss, erbaut ab dem 14. Jahrhundert | Saint-Jacut-du-Mené (Lage)                     | PA00089633    | Inscrit      | 1949  | weitere Bilder |

## Liste der Objekte
- Monuments historiques (Objekte) in Le Gouray in der Base Palissy des französischen Kultusministeriums
- Monuments historiques (Objekte) in Langourla in der Base Palissy des französischen Kultusministeriums
- Monuments historiques (Objekte) in Plessala in der Base Palissy des französischen Kultusministeriums
- Monuments historiques (Objekte) in Saint-Gilles-du-Mené in der Base Palissy des französischen Kultusministeriums
- Monuments historiques (Objekte) in Saint-Gouéno in der Base Palissy des französischen Kultusministeriums
- Monuments historiques (Objekte) in Saint-Jacut-du-Mené in der Base Palissy des französischen Kultusministeriums